# Szalonnai református templom

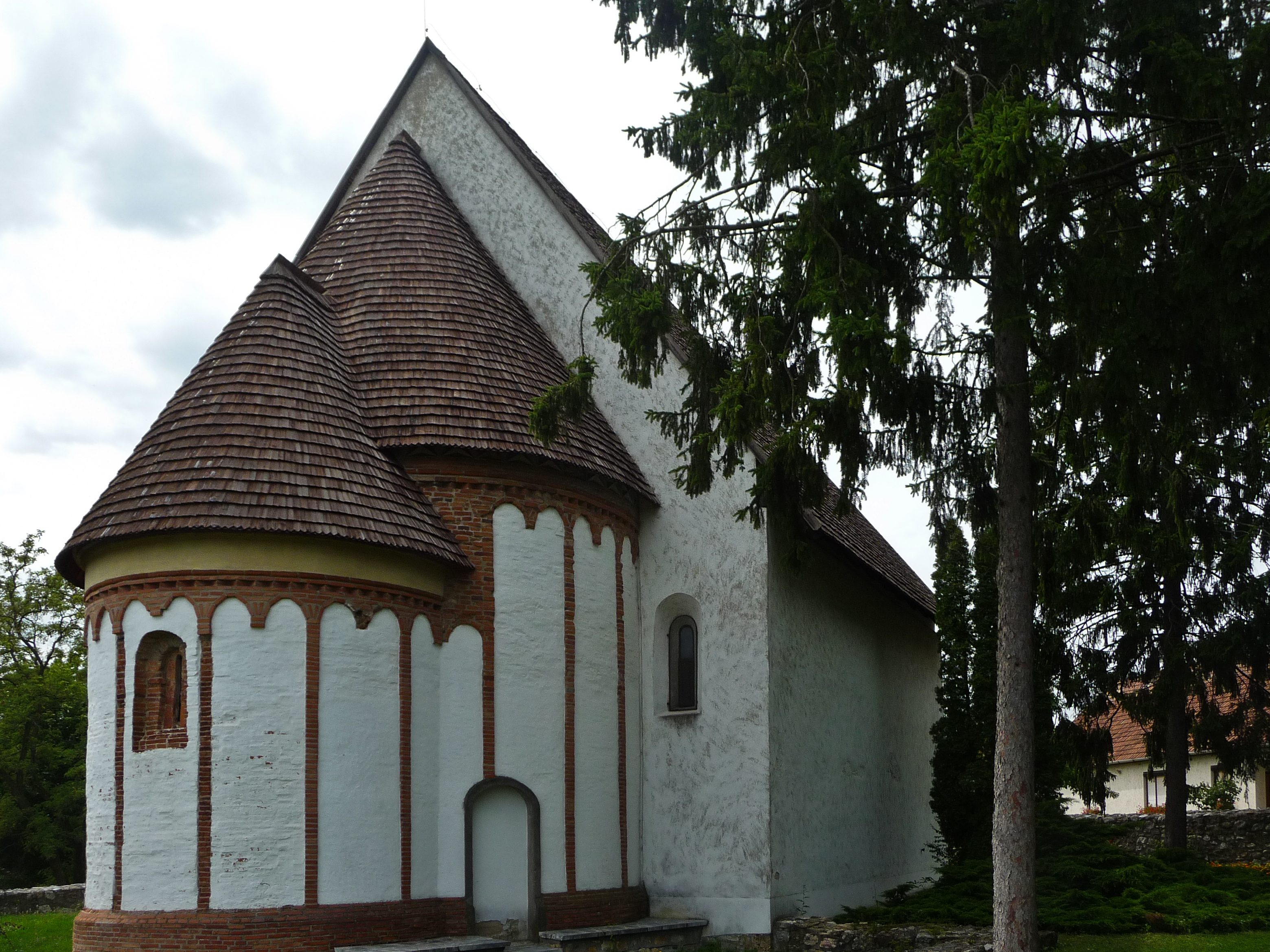
A templom északkeletről

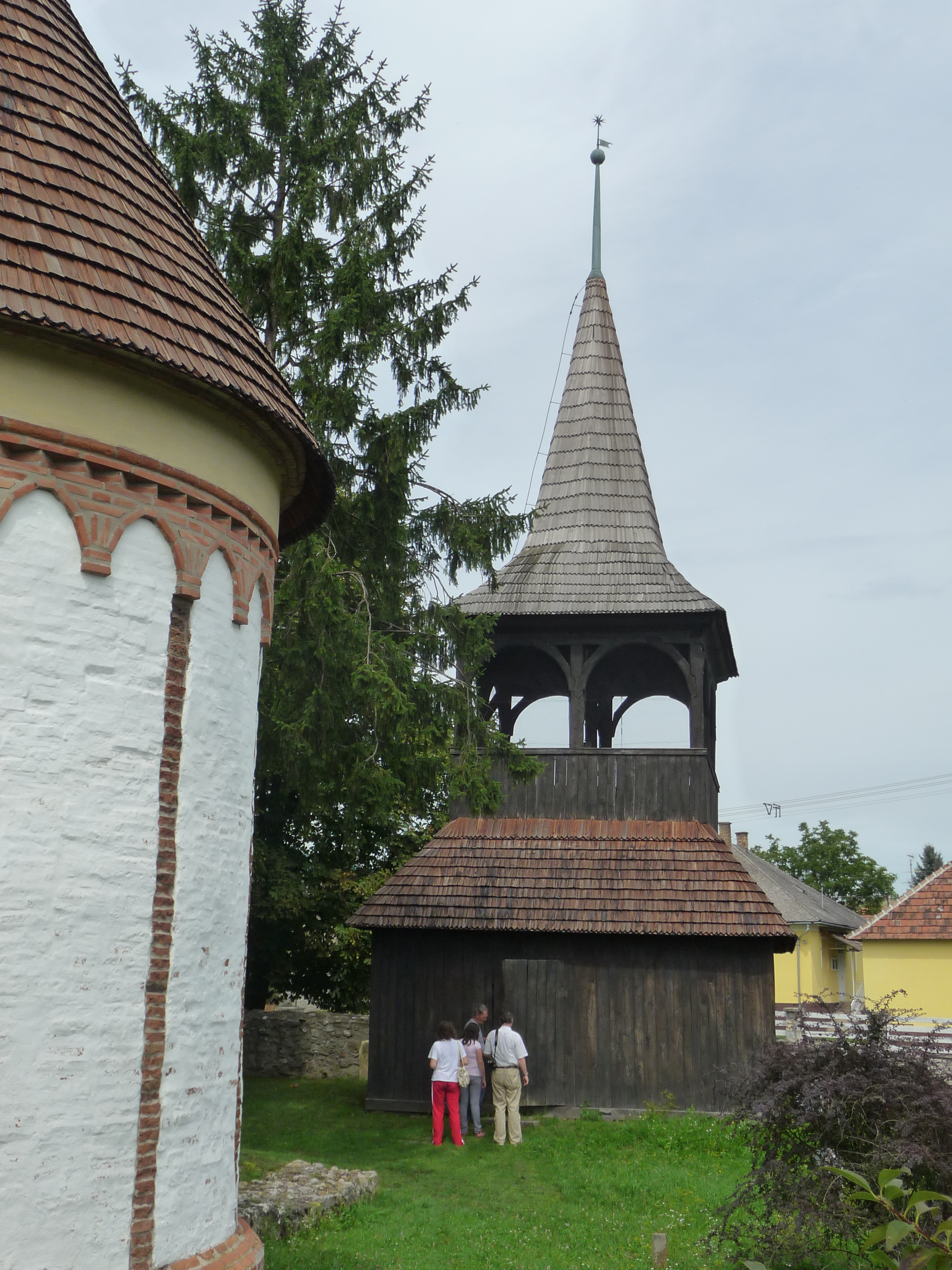
A templom harangtornya

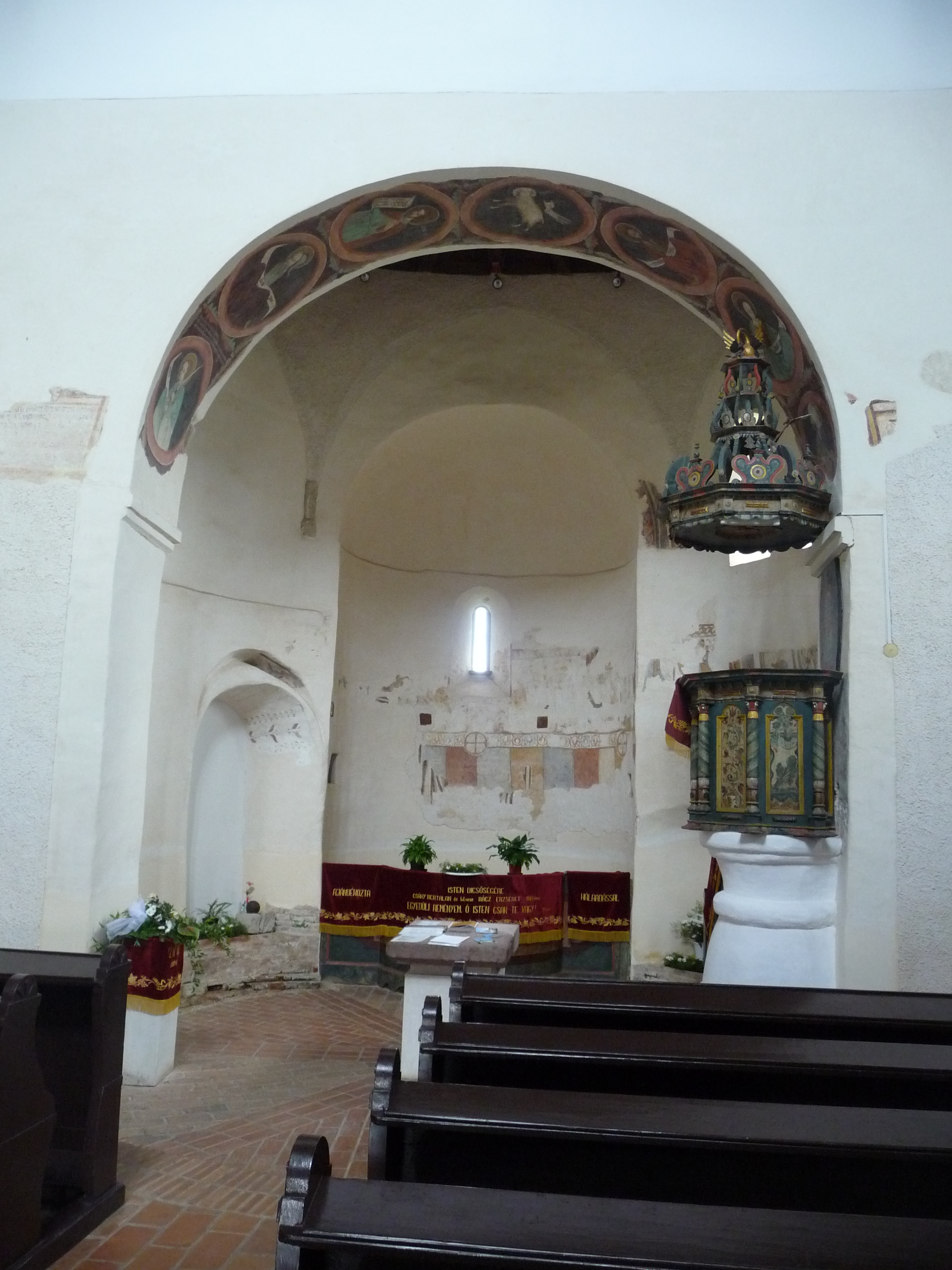
A templom 11. századi része a szószékkel

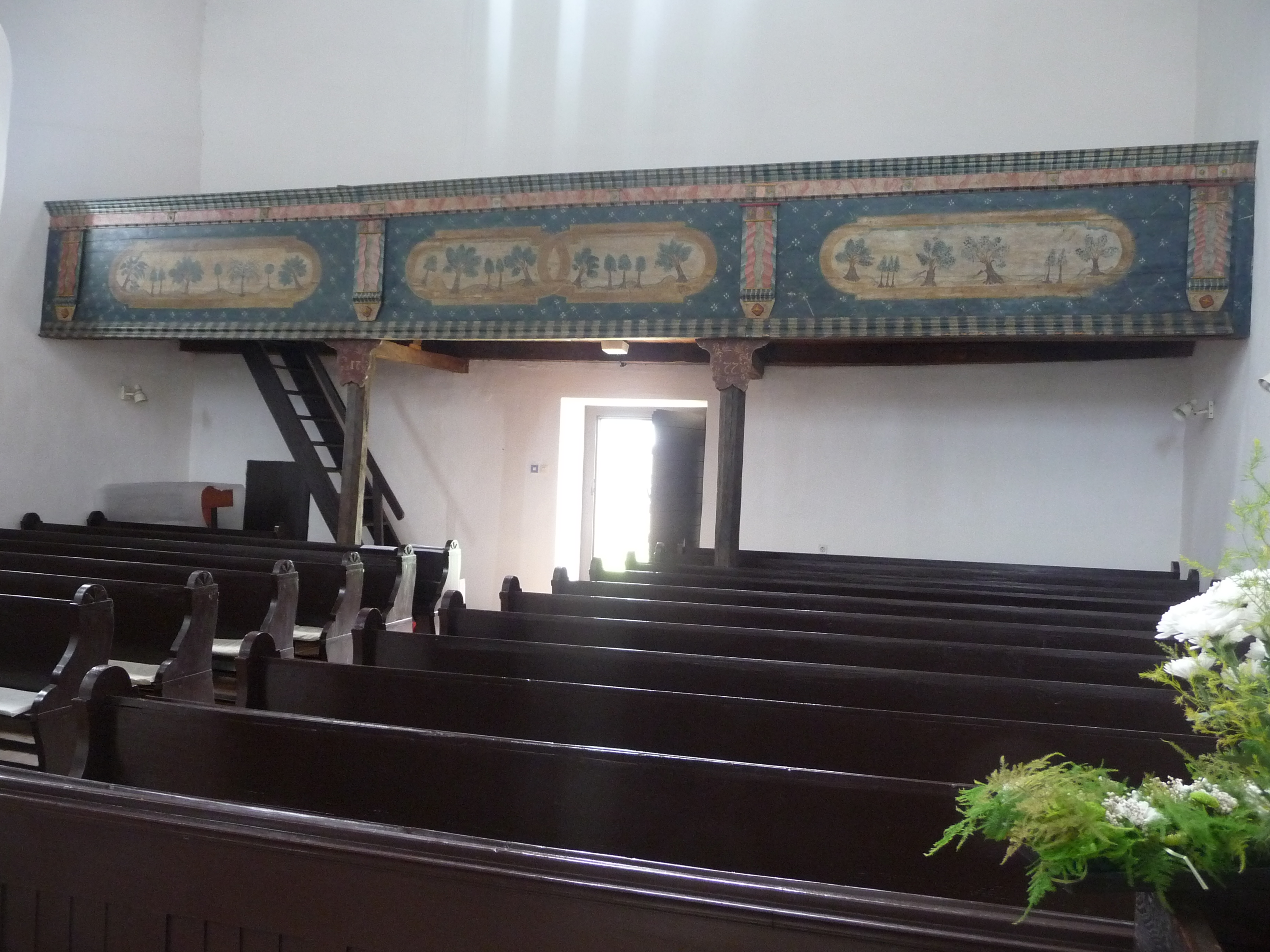
A templom karzata

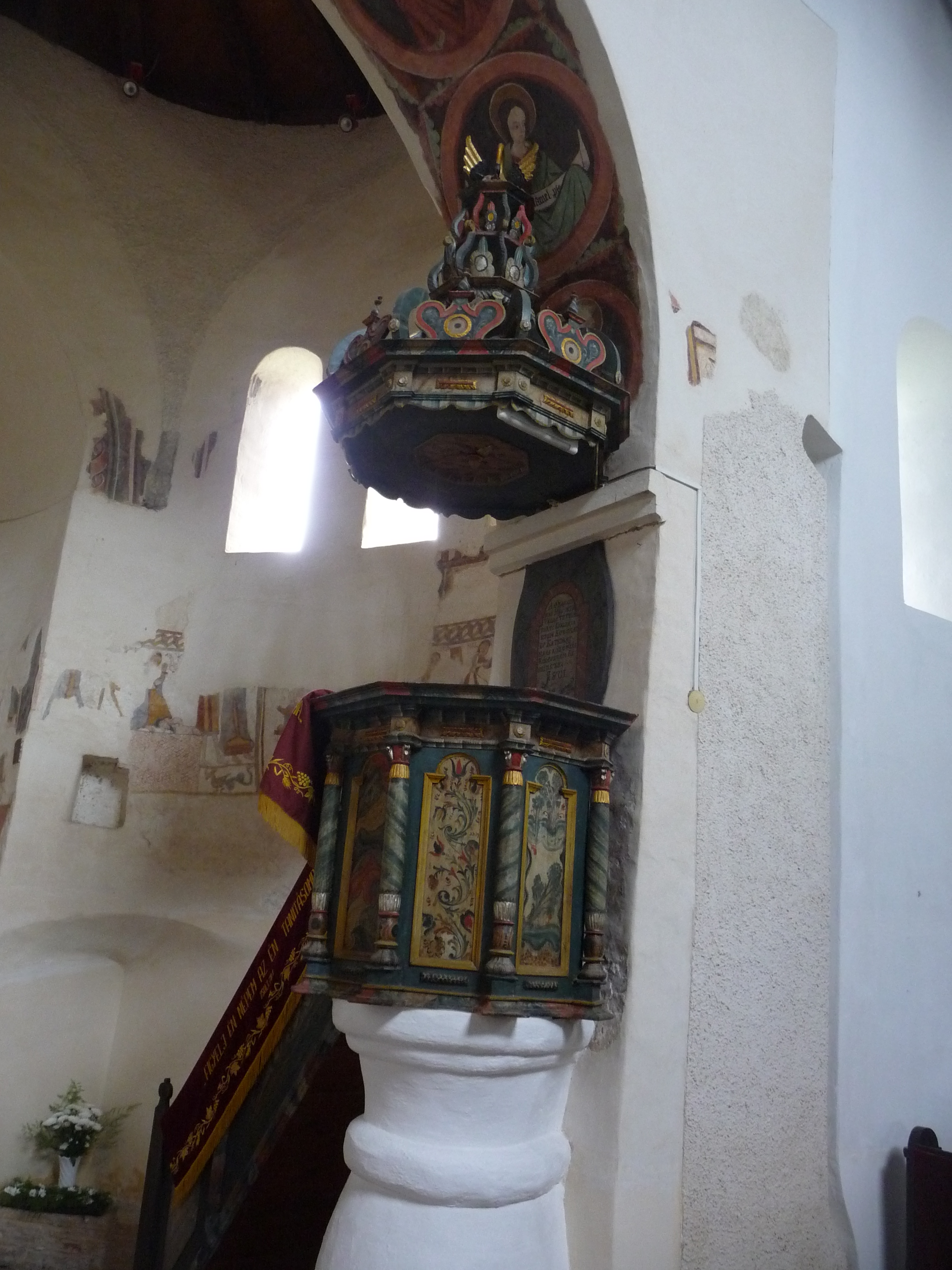
A templom szószéke

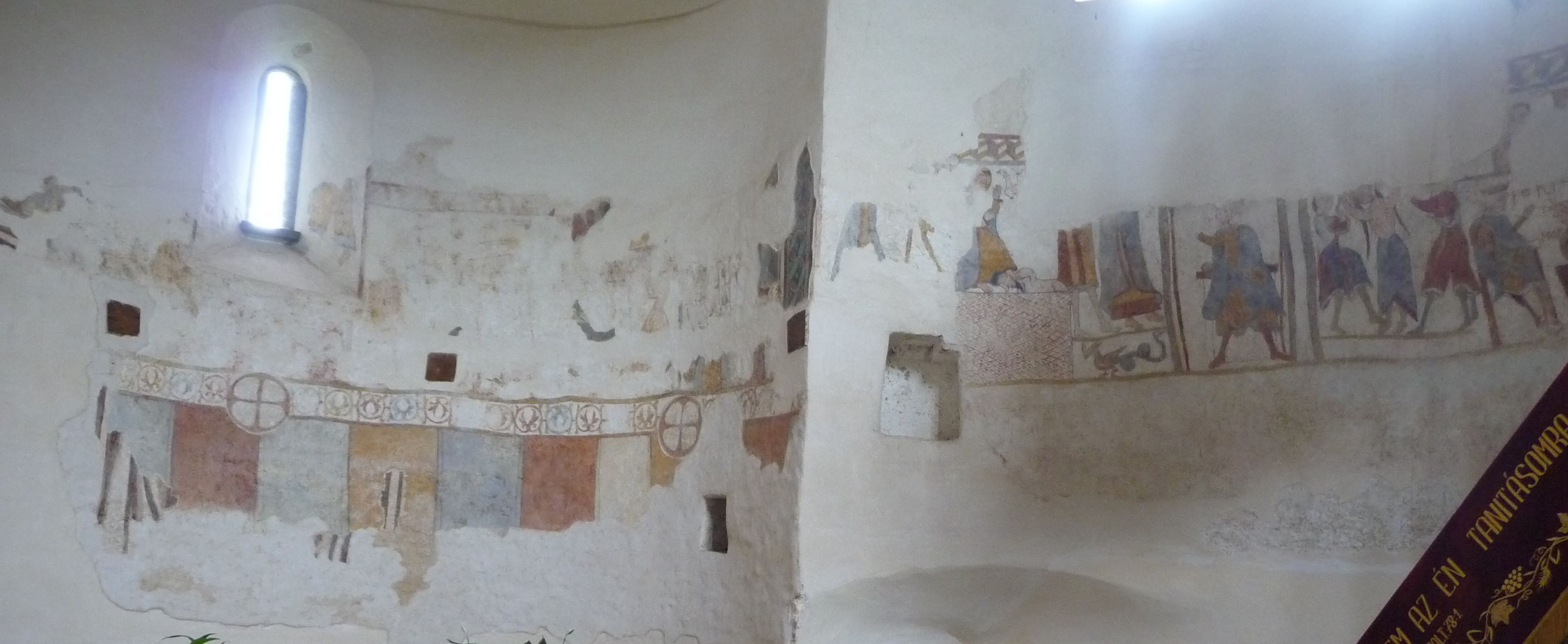
A templom falképei

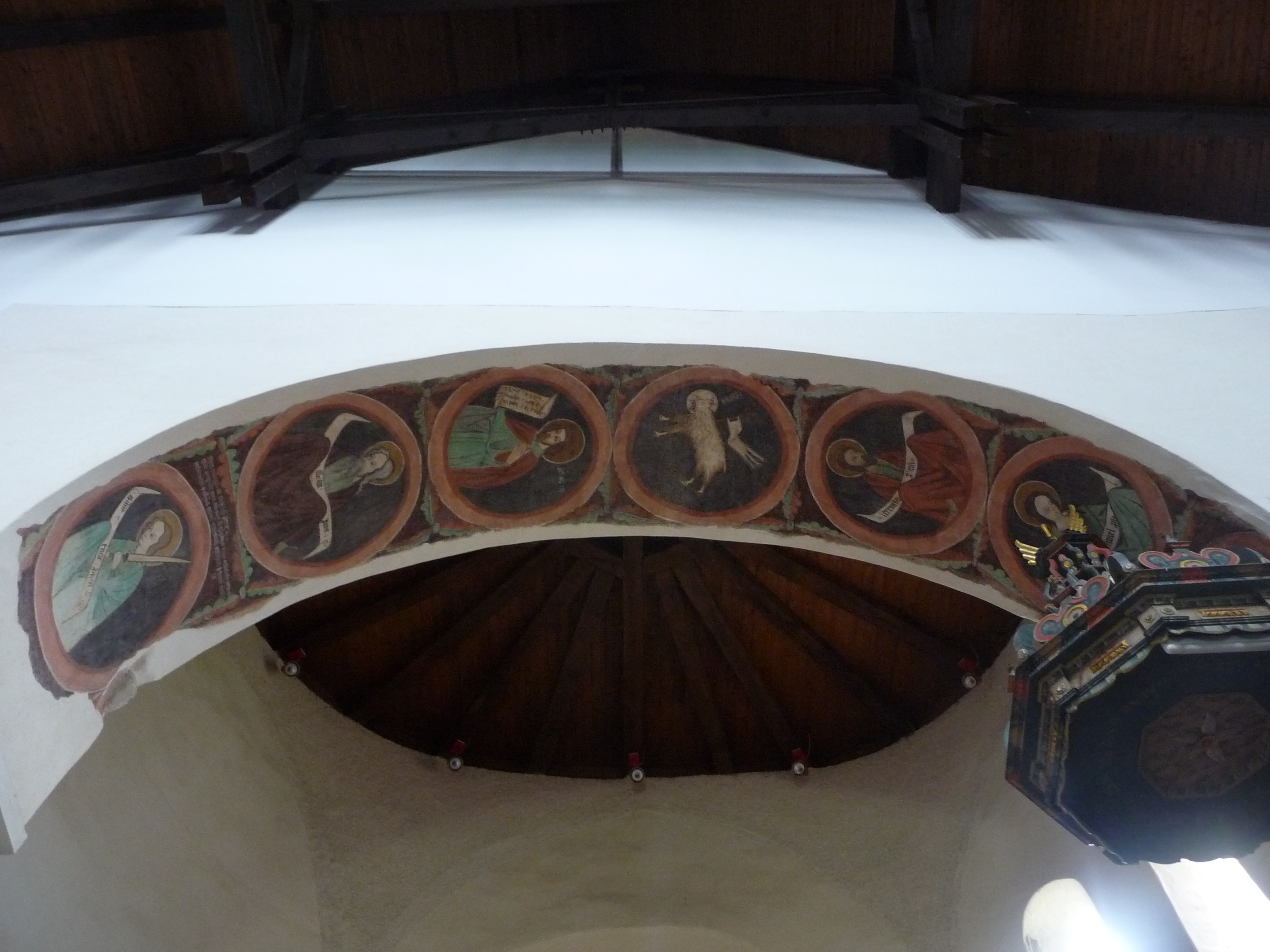
A templom diadalíve

A református templom Szalonna legnevezetesebb látnivalója. A két korszakban épült templom a falu központjában, egy kisebb dombon áll. A középkori körtemplom átalakított állapotban maradt ránk: a rotunda nyugati oldalát elbontották, és  szabálytalan négyszög alakú hajóval bővítették. Eredetileg katolikusok építették, ma a református gyülekezeté.

## Története
A régebbi rész az egyhajós, keletelt, ugyancsak kerek szentéllyel kiegészített rotunda. Ezt az Örsúr nemzetség itteni ága építtette birtokának központjában, egyes források szerint a 11. században, mások szerint a 12–13. század fordulóján. A kezdeti időkben valószínűleg egyaránt tartottak itt római és görögkatolikus szertartásokat.
Mivel ez az építmény gyorsan kicsinek bizonyult, nyugati harmadát még a 13. század utolsó negyedében elbontották, és a templomot nyugat felé, továbbra is román stílusban bővítették. Ez az építkezés jelentősen bővítette a templom befogadóképességét, de művészi minősége jócskán elmarad a rotundáétól. Egyedüli faragványos része az elbontott kövekből épült nyugati bejárat. A timpanonra a csigás, palmettás motívumot valószínűleg a bővítéskor faragták rá.
Írásban először  egy 1332-ben kelt irat említi.
A 14. században a kisebb plébániák közé tartozott:
- 1332-ben 16 garas,
- 1334-ben 14 garas,
- 1335-ben két garas

tizedet fizetett a pápának.
1383-ban hajóját az akkori birtokos Szalonnai Lóránd fia István gótikus boltozattal fedte be, az azonban a török pusztítás idején (1562-ben?) megsemmisült. A 14–15. század fordulóján Szalonnai István és fiai ismét átalakíttatták a templomot: felmagasították a körtemplom szentélyét és ekkor készült az a belső, gótikus boltozat, amiből a két indító gyámkő maradt meg. A boltozat erősítésére az északi oldat támpillérrel és támfalrendszerrel támasztották meg. A kerektemplom oldalában nagy, mérműves, gótikus ablakot nyitottak, északon pedig sekrestyét csatoltak hozzá — ez 1806-ig funkcionált, majd 1808-ban elbontották; ma csak az alapjai láthatók. A kerektemplom déli oldalához egy, a sekrestyéhez hasonló alaprajzú épületet csatoltak, és azt csontháznak használták — ennek is csak az alapjai maradtak fenn.
A 15. század elején a templom belsejét színes faliképekkel díszítették. A szentély belső apszisában a 12 apostolt festették meg, de ezek a képek elpusztultak.
1562-ben a helységet felégették „Zangzacchus” füleki bég lovasai, akik a lakosság egy részét elhurcolták. Valószínűleg ekkor romosodott le a templom, amit 1598-ban vettek birtokba a reformátusok (lelkipásztora ekkor Szentpéteri András volt). A református egyházközség újjáépítette a templomot; a falakat fehérre meszelték.
A 17. században festett deszkamennyezetet kapott, hasonlót a közeli Rakacaszend templomáéhoz.
1765-ben készült el a 15 m magas fa harangláb, Varga András ács munkája. 1777-ben az előző században átadott festett famennyezetet elbontották, és téglalap alakú kazettákra osztott, ugyancsak festett fa mennyezettel váltották fel. Két karzatot építettek: a most is láthatót és egy másikat a rotundában. A 20. században ezt is elbontották, a hajóban és a szentélyben egyaránt festett deszkafödémmel helyettesítették. A sorozatos javítások eredményeként középkori jellegét szinte teljesen elvesztette.
A templom falképeinek maradványait 1972–73-ban tárták fel és restaurálták.
Az 1973–1975-ös felújításban a templomot új tetőszerkezettel látták el. A templomot és a harangtornyot egyaránt zsindellyel fedték le. A gótikus ablakokat román jellegűekre építették vissza. A rotundában épített karzatot elbontották, hogy láthatóvá tegyék a falképek maradványait (helyére már csak a falban meghagyott gerendavégek utalnak). Elbontották a festett fa mennyezetet és az azt tartó középoszlopot (csak alapja látható). A 18. századi, romos kerítőfalat tatarozták. A belőle előkerült gótikus kapukeretet összeállították, azóta ez a templomkert főbejárata.
A templom újraszentelését verssel köszöntötte a falu leghíresebb lakója, Kalász László (1933–1999), József Attila-díjas költő.

## Az épület

### A kerektemplom
A rotunda terméskő alapra, téglából épült. Külső falán jellegzetes román kori tégladíszítés figyelhető meg. A hangsúlyos részleteket több helyen (lábazatindítás, párkányfríz) faragott kő elemekkel emelték ki. Föltehetőleg a rotunda korábbi bejáratából elbontott faragott kő elemek másodlagos felhasználásával alakították ki a 13. századi hajó nyugaton nyíló bejáratát is. Ennek profiljai nem csatlakoznak; a timpanonkövet fordítva építették be. Felületi díszítése egy későbbi kor terméke.
A körtemplom falát ívpárkány tagolja, és minden második ívsorból lizéna fut le a lábazatig. A lépcsőzetes bélletű ablakok a falsávok között helyezkedtek el. Ilyen ablakokat Magyarországon másutt nem találtak; használatuk a bizánci befolyás alatt álló balkáni területeken kezdődött el a 8–9. században és a 19. századig maradt fenn. A homlokzatot a fogrovatos téglapárkány felett két téglasorral kiálló elem díszíti. Ezek felett téglaformára mintázott kváderkövekből kialakított kőfríz emelte a külső homlokzat megjelenését. A két páronként közös csúcsba futó elemekből álló gyémántmetszés díszítés csillagformát ad. Ez a Franciaországból hazánkba került díszítménytípus először a III. Béla uralkodása alatt épült esztergomi királyi kápolnában jelent meg, és több más, az Egri főegyházmegyében épült templomon (Várszón, Noszvajban, Szomolyán) is megfigyelhető.
A magas tető a legutóbbi helyreállítás terméke. A műemléki restaurálás végén a templom fedélszékét nyitva hagyták.
A körtemplom belső padozata tégla. A mai járószint alatt feltárták és be is mutatják a körtemplom lebontott hajófalát. A hajó és a szentély találkozásánál papi ülőfülke maradványait tárták fel; a falfelületen jól követhető ennek lábazata. A szentélyt félköríves ablak törte át.
A rotunda belső falán fennmaradt értékes freskótöredékek négy évszázad művészetén ívelnek át. A legkorábbiak (11. századiak?) az első vakolatra alapozás nélkül festett felszentelési keresztek (szegély-ornamentika). Eredetileg 12 darab volt; ezek közül kettő maradt meg. A templom egykori védőszentje Antiochiai Szent Margit volt, a templom építése utáni, de a 13. századi bővítés előtti falfestmények részben az ő életét mutatják be. A szent legendájának bemutatása az elbontott nyugati falon ért véget; a régészek felfedezték az egykori képek töredékeit a kerektemplom belsejében, a bővítéskor ugyanis az elbontott fal törmelékével töltötték fel a belső részeket az új járószintre.

### A templomhajó
1426-ból való a diadalívben található falfestmény, a Szepességből elszármazott András mester (Szepesi András) műve. Ez kör alakú mezőkben próféták mellképeit ábrázolja, az ívzáradékban a hagyományoknak megfelelően Isten bárányával. A képek sorrendje északról dél (a szószék) felé:
- Énokh
- Ábrahám
- Dávid
- Isten Báránya
- Jeremiás
- Dániel
- Éliás

A képeken a művészettörténészek az olasz trecento művészet hatását ismerik fel.
A 13. századi, nagyjából négyzet alakú hajót a korábbitól eltérő módszerrel keletelték, amiért a régészeti irodalom jelentős része „hibásan keleteltnek” nevezi. A templom világítását a keleti végfalon egy, a déli homlokzaton három, egyaránt félkörívvel záródó ablak szolgálta. A szokatlanul széles hajó közepén a régészek egy pilléralapot tártak fel; az ezen álló oszlopon fekhetett a hajót fedő síkmennyezetet alátámasztó mestergerenda.

## Berendezése
Az 1777-ben készített, festett famennyezetet 1922-ben bevakolták, és tönkrement. Megmaradt viszont a vele egykorú, a hajó nyugati oldalán álló festett fa karzat; ennek két oszlopán festett felirat (17-, illetve 77) hirdeti építésének évszámát.
A lefelé fordított kehely alakú talapzaton álló, kézzel faragott fa szószék 1801-ben készült, és a szalonnai gyülekezet adományozta a templomnak. Ugyancsak kézzel faragott növények, indák, magvak díszítik, koronáját és hangvetőjét pedig pelikán. Mindez egy naprágyi ácsmester munkája.
Az ökumenikus jellegű úrasztala építésénél felhasználták az eredeti, rakacai márványból készült oltárkő maradványait; a hiányzó részeket műkővel pótolták ki. Az úrasztali edények némelyike 16., illetve 17. századi munka.

## Környezete
Az északi oldalon a 14. századi sekrestye és csontház alapfalai jól láthatók. A telek északkeleti sarkában emelt fa harangtornyon 1786-os évszám jelzi építésének idejét. Ennek ellentmondva a Reformáció Emlékbizottság szerint a 15 méter magas, barokk stílusú, galériás tornyú fa haranglábat 1765-ben építette egy bizonyos Varga András. A 150 kg-os (66 cm) harangot Szlezák László öntötte 1938-ban Budapesten, felirata: „Az élőket hívogatom, a holtakat elsiratom. Készíttette a szalonnai református egyház önkéntes adakozásból…” A 65 kg-os (46 cm) acélharang ismeretlen helyen készült.
A templom körítőfala 18. századi, korábbi töredékek felhasználásával. A templomtól északra állt a birtokos család ma már nem látható, megerősített udvarháza.
A kiállított faragott kövek, illetve ágyúgolyók középkoriak.